# Eberhard Rohrscheidt
Eberhard Rohrscheidt (* 16. Mai 1939 in Chemnitz) ist ein deutscher Fernseh- und Rundfunkmoderator. Im MDR moderiert er die Sendung Morgenstunde.